# Markus Mizne
Markus Mizne (* 1908 in Kiew, Russisches Reich; † 1994 in New York City) war ein ukrainisch-brasilianischer Maler und Kunstsammler. Bekannt geworden ist Mizne durch seine experimentellen Blumenmustermalereien.

## Leben und Werk
Markus Mizne wuchs in einer Familie mit künstlerischen und musischen Neigungen auf. Er wurde früh durch seinen Onkel David Trympolsky beeinflusst, einem Bildhauer, Maler und Museumskurator in Kiew, der ihm die Werke von Malewitsch und Kandinsky nahebrachte.
In den frühen 1920er Jahren lebte er mit seiner Familie in Moskau. Die Familie schickte ihn auf eine Internatsschule nach Deutschland, wo er mit moderner Kunst durch Besuche von Kursen zum Bauhaus vertraut gemacht wurde. Im Alter von 16 Jahren begann er zu malen.
1931 nach seiner Rückkehr aus Deutschland nach Russland, zogen seine Familie und er nach Polen. 1932, als 24-jähriger, unternahm er eine Reise nach Teheran und Damaskus, weiter nach Europa, schließlich nach Paris, wo er sich niederließ. 
1935 heirateten Markus Mizne und die Pianistin Felicja Blumental in Warschau, wo sie sich bereits einige Jahre vorher kennengelernt hatten. 
In Paris malte Mizne, war mit vielen Künstlern befreundet, u. a. mit Foujita, van Dongen, Braque, Larionow, Gontscharowa, Pevsner und Fautrier. 1939 gelang es ihm vor dem zunehmenden Nazi-Terror aus Europa nach Brasilien zu fliehen. 1962 ließ sich die Familie Mizne wieder in Europa nieder, lebte in Paris, Mailand, Rom und London. 1991 zog Markus Mizne mit seiner Tochter Annette Celine nach New York, wo er 1994 verstarb. 
Er verkörperte persönlich die Anfänge der modernen Malerei, des Verzichts auf gegenständliche, herkömmliche Darstellung, und eines neuen Anspruchs der Realität. Er war so Teil der Hinwendung zum Abstrakten und Geistigen.